# ТЭЦ Нова
ТЭЦ Нова — теплоэлектроцентраль на юге Польши в районе Катовице.
Первоначально ТЭЦ относилась к комплексу сооружений металлургического комбината Huta Katowice, однако в 2001 году была отделена от него и в настоящее время принадлежит компании TAMEH — совместному предприятию энергетического концерна TAURON и металлургического гиганта ArcelorMittal.
По состоянию на начало 2000-х годов в составе ТЭЦ работали 5 турбин общей мощностью 150 МВт. Они питались от установленных в 1977—1979 годах пяти котлов OPG-230, которые использовали уголь, доменный и конвертерный газы, и одного запущенного в 1988 году котла OPG-430, рассчитанного на сжигание доменного газа. Кроме того, с 1977 года работал угольный водогрейный котёл WP-140 (как и все остальные, поставленный компанией Rafako из Рацибужа) мощностью 140 МВт, а общая тепловая мощность ТЭЦ составляла 588 МВт.
В 2016 году на площадке станции ввели в эксплуатацию турбину № 7 типа Siemens 9С50 электрической и тепловой мощностью 50 МВт и 90 МВт соответственно. Кроме неё на площадке оставались турбины № 1 — 3 типа РТ-25-90/10M мощностью по 25 МВт и № 4 типа MTD40CE мощностью 55 МВт. В то же время турбина № 5 с показателем 30 МВт уже не учитывалась среди оборудования ТЭЦ.
Общая номинальная мощность станции составляет 180 МВт, однако фактически при работе турбины № 4 отключают два из трёх агрегатов № 1 — 3.
ТЭЦ способна поставлять 182 МВт для нужд системы централизованного отопления Катовице, а также различные формы тепловой энергии для металлургического комбината: 92 МВт пара высокого и 52 МВт пара низкого давления, 110 МВт для системы нагрева, 14 МВт горячей воды. Ещё 16 МВт требуют системы водоподготовки.
В 2018 году смонтировали две турбины мощностью по 12,5 МВт, которые производят электроэнергию детандерным методом на основе расширения доменного газа (по одной для каждой домны комбината).